# Karel Varhánek
Karel Varhánek (30. ledna 1829 Polná – 2. února 1900 Vídeň) byl potravinářský průmyslník a mecenáš. Vybudoval firmu C. Warhanek, která působí v Rakousku. Obchodoval s rybami, sýry a ovocem. Je považován za průkopníka evropského potravinářství, jako první zavedl ukládání rybiček do konzerv v rakousko-uherské monarchii. Za jeho zásluhy o rakouský průmysl jej císař František Josef I. povýšil do rytířského stavu.

## Život
Karel Varhánek se narodil 30. ledna 1829 v Polné do rodiny mydláře a později starosty Adolfa Varhánka. Ve dvanácti letech se začal učit kupcem a roku 1847 jako šestnáctiletý odešel do Vídně. Zde vystudoval polytechnický ústav a naučil se několika jazykům. Po zkušenostech příručího v obchodních domech se stal obchodním cestujícím po střední Evropě a Orientě. V roce 1858 založil ve Vídni lahůdkářský obchod a v později továrny na výroby sýrů, konzervování olejovek a vlastnil i sklady ovoce. Obchod s potravinami rozšiřoval zejména do zahraničí. Celý život žil ve Vídni, vlastnil tři velké domy, čtvrtý zakoupil pro své nejbližší zaměstnance. Se svým rodným městem však byl stále v kontaktu a finančně jej podporoval.
Zemřel po delší nemoci 2. února 1900 ve věku 71 let ve Vídni. Jeho ostatky byly převezeny do Polné a pohřben je v secesní hrobce na hřbitově sv. Kateřiny. Bronzová socha anděla s trubkou je dílem vídeňského sochaře Alexandra Brenera.
Po smrti Karla Varhánka se univerzálním dědicem stal jeho synovec Karel Ambelang, část svého jmění továrník odkázal rodnému městu. Bratr Jan Varhánek zdědil továrny na výrobu sýrů na Moravě a Slovensku. Jedna z ulic v historickém jádru Polné nese na památku název Varhánkova. 

## Působení v průmyslu
Karel Varhánek otevřel roku 1861 v Napajedlech továrnu na výrobu sýrů, později následovaly další dvě sýrárny zaměřené na výrobky francouzského typu ve Strážnici (1864) a v Suchdole (1870). První továrnu na olejovky otevřel v Rakousku a brzy následovalo dalších devět fabrik na konzervování ryb (zejména sardinek) v přístavních městech monarchie (Grado v Itálii, Izola a Piran ve Slovinsku). Velký obchodní úspěch mu umožnil investovat a zakládat další pobočné závody ve Slezsku, Rakousku, Istrii, Haliči, Dalmácii, Hercegovině a Uhersku. V severní Africe vlastnil velkosklady na jižní ovoce a na Jadranu několik rybářských lodí. V 80. letech 19. století byl již známým a vyhlášeným obchodníkem v rakousko-uherské monarchii. V továrnách a skladech bylo zaměstnáno několik tisíc lidí.
Na potravinářských a průmyslových výstavách ve Vídni, Terstu, Paříži a Londýně obdržel za své výrobky několik diplomů, stříbrných a zlatých medailí.
Rakouský stát v té době ušetřil zásluhou Varhánka miliony zlatých za dovoz stejného zboží z Francie, Itálie a Španělska. Za tyto zásluhy ho císař František Josef I. povýšil do rytířského stavu.

## Mecenášství
Karel Varhánek finančně podporoval vídeňskou českou menšinu, zejména v oblasti školství a spolkové činnosti; byl čestným členem Slovanské besedy ve Vídni. Nejvýznamněji však podporoval rodnou Polnou. Městu daroval v roce 1897 svůj rodný dům čp. 39 na Husově náměstí pro účely radnice. Financoval stavbu opatrovny pro malé děti, která byla slavnostně otevřena roku 1885, později dostala nlázev Varhánkův ústav pro sirotky. Pro sirotčinec posléze založil nadaci se základním vkladem 20 tisíc zlatých. Dále městu daroval rybník (Varhánkův), z něhož byla vedena do městské kašny užitková voda.
V roce 1882 byli bratři Karel a Jan Varhánkové jmenováni čestnými občany Polné.